# Albanische Musik

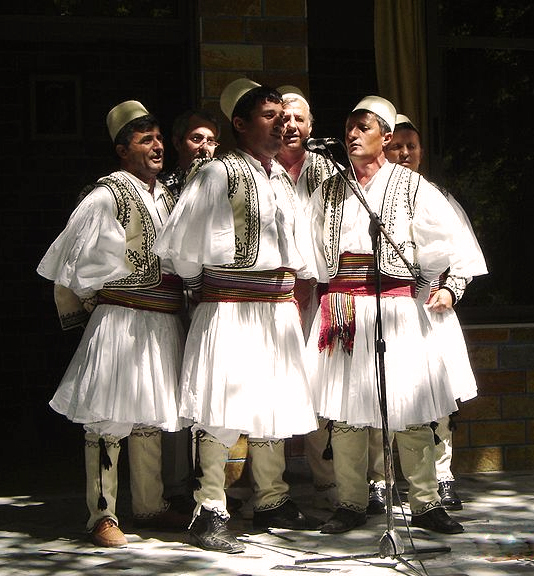
Iso-polyphone Sängergruppe mit der typischen Fustanella aus Skrapar, Südostalbanien

Die albanische Musik (albanisch muzika shqiptare) ist sehr facettenreich und von Region zu Region unterschiedlich. Die albanische Musikkultur ist auf dem Siedlungsgebiet des albanischen Volkes in Südosteuropa (bzw. auf der Balkanhalbinsel) verbreitet und umfasst Albanien, den Großteil des Kosovo, viele Gebiete Nordmazedoniens und einzelne Landstreifen in Serbien, Montenegro und Griechenland. Sehr eigenständige Musikkulturen besitzen hingegen die altalbanischen Emigrantengemeinden in Italien (genannt Arbëresh), im südlichen Griechenland (Arvaniten) und in anderen Ländern Südosteuropas wie Bulgarien, der Türkei, Rumänien und der Ukraine.
Die moderne Musik ist stark durch die Folklore gekennzeichnet, die noch heute weit verbreitet ist.

## Volksmusik
Die albanische Volksmusik (muzika popullore) hat sich im Laufe der Geschichte gewandelt. Sie übernahm fremde Einflüsse und assimilierte diese. Vor allem prägend war die türkische Musik zur Zeit des Osmanischen Reiches.
Die Volksmusik hat heute immer noch einen recht hohen Stellenwert und spielt vor allem bei kulturellen Anlässen und familiären Zeremonien eine überaus wichtige Rolle. Hochzeitsfeiern, teilweise auch Verlöbnisse, Zirkumzisionsfeste und die meisten Familienfeste werden heute größtenteils von der traditionellen Volksmusik begleitet. Dabei singt man alte Volkslieder, die mit Musik und verschiedenen Tänzen mitgegangen werden.
Beim Nationalen Folklorefestival im südalbanischen Gjirokastra treten alle fünf Jahre Volksmusik-Ensembles aus albanischen Gebieten auf. Dieses Festival ist das größte seiner Art.

### Regionale Charakteristika
Die albanische Volksmusik lässt sich im ersten Rahmen in zwei Bereiche teilen, die sich an den Verbreitungsgebieten der zwei Hauptdialekte der albanischen Sprache orientiert, im Norden der gegische und im Süden der toskische Bereich. Getrennt werden diese beiden Zonen vom Fluss Shkumbin in Mittelalbanien. So trifft man bei den meisten gegischen Tänzen gerne kleine Flöten (alb. fyell) und große Trommeln (lodër), während bei den Tosken Klarinette, Geige, Akkordeon und Rahmen- oder Schellentrommel (def) vorherrschen. Ein weiterer charakteristischer Unterschied ist die Gesangsform. Während Gegen auf das einstimmige Singen (oft solistisch, aber auch als Duo) konzentriert sind, werden toskische Lieder mehrstimmig gesungen (Iso-Polyphonie).

### Musikinstrumente

#### Lahuta
„Zum Haus gehören eine Lahutë und eine Çifteli, weil der Gast nicht um zu essen, sondern zum Erzählen und aus Freude am Musizieren kommt. Und auch die Berge sind die Stille nicht gewohnt, sie brauchen die Heldenlieder und die Stimme der Lahutë, damit sie wissen, dass ihre Söhne leben und nicht gestorben sind, genauso wie auch die Helden nicht sterben.“

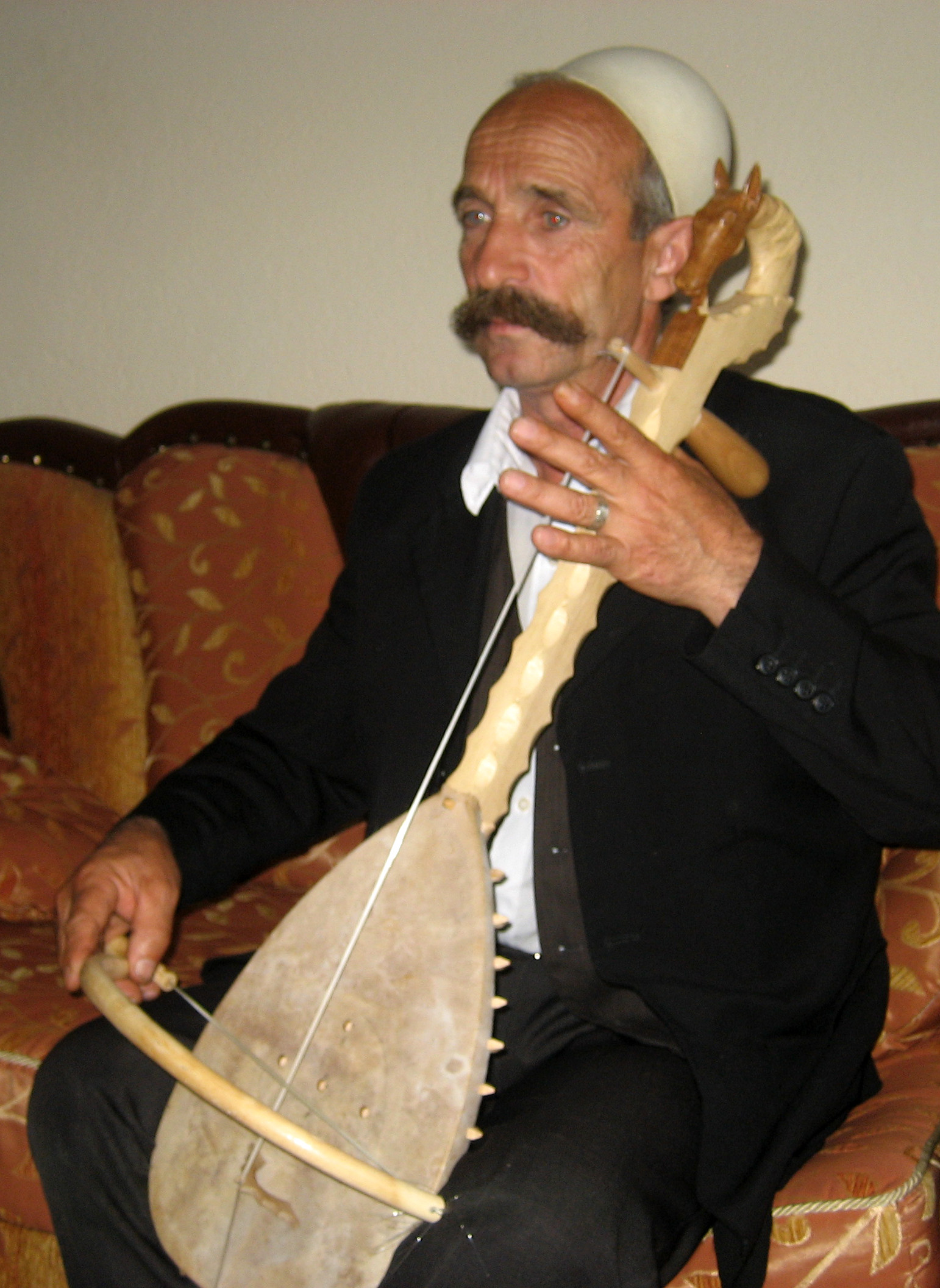
Rhapsode mit Lahuta aus Rugova, Kosovo

Die Lahuta (alb. unbestimmt lahutë) ist eine einsaitige, mit der Gusle verwandte Fidel. Das typisch nordalbanische Musikinstrument ist auch in den Bergländern Mittelalbaniens verbreitet. Die Lahuta wird vom Spieler (Rhapsode genannt) aus einem einzigen Holzblock hergestellt, dabei greift er auf verschiedene Holzarten zu, wie Ahorn, Fichte, seltener Pappel, Weide, Nussbaum, Eiche sowie Moorerle oder Wilder Kürbis. Die Schalldecke besteht aus Jungziegen- oder Kaninchenhaut. Den Kopf schmückt oft eine Herz-, Blatt- oder Steinbockfigur. Der Steinbock ist dabei ein Symbol für den Helm des Skanderbeg, des albanischen Nationalhelden. Der Bogen ist aus dem Holz der Kornelkirsche gefertigt, stark gekrümmt und mit schwarzem Rosshaar gespannt. Die Lahuta wird meist nur von Männern, an Winterabenden am offenen Kamin gespielt. Der Hausherr beginnt meist das Lied und übergibt die Lahuta den vorhandenen Gästen, um sie auf diese Weise zu respektieren. Das Instrument wird als das der Bergbewohner, nicht als das der Bauern betrachtet.

#### Langhalslauten
Die zweisaitigen Langhalslauten Çiftelia und Sharki kamen erst mit dem Einmarsch der Osmanen im 15. Jahrhundert nach Albanien. Sie sind typische gegische Musikinstrumente. Gesungen wird hierbei, anders als bei der Lahuta, zu zweit oder zu dritt. Das zweistimmige Singen ist jedoch seltener und wird nur in Ostalbanien und bei Albanern in Nordmazedonien praktiziert. In den letzten Jahren spielen auch Frauen vermehrt die Çiftelia, während die Sharki aber bislang in Männerhand geblieben ist. Der Resonanzkörper der kleineren Çiftelia wird aus dem Holz des Maulbeerbaums, während die Decke aus jenem des Tannen-, Fichten- oder Kiefernbaums hergestellt wird. Die Sharki hat die gleiche Bauform wie die Çiftelia, ist jedoch größer und bietet einen größeren Tonumfang. Bei der Anfertigung werden in etwa die gleichen Materialien verwendet. Die Größe des Instrumentes macht die Sharki klanglich tiefer und wärmer als die Çifteli.
Die Bakllama ist eine dreisaitige Langhalslaute in Südalbanien, hauptsächlich in der Gegend von Korça.

#### Fyell

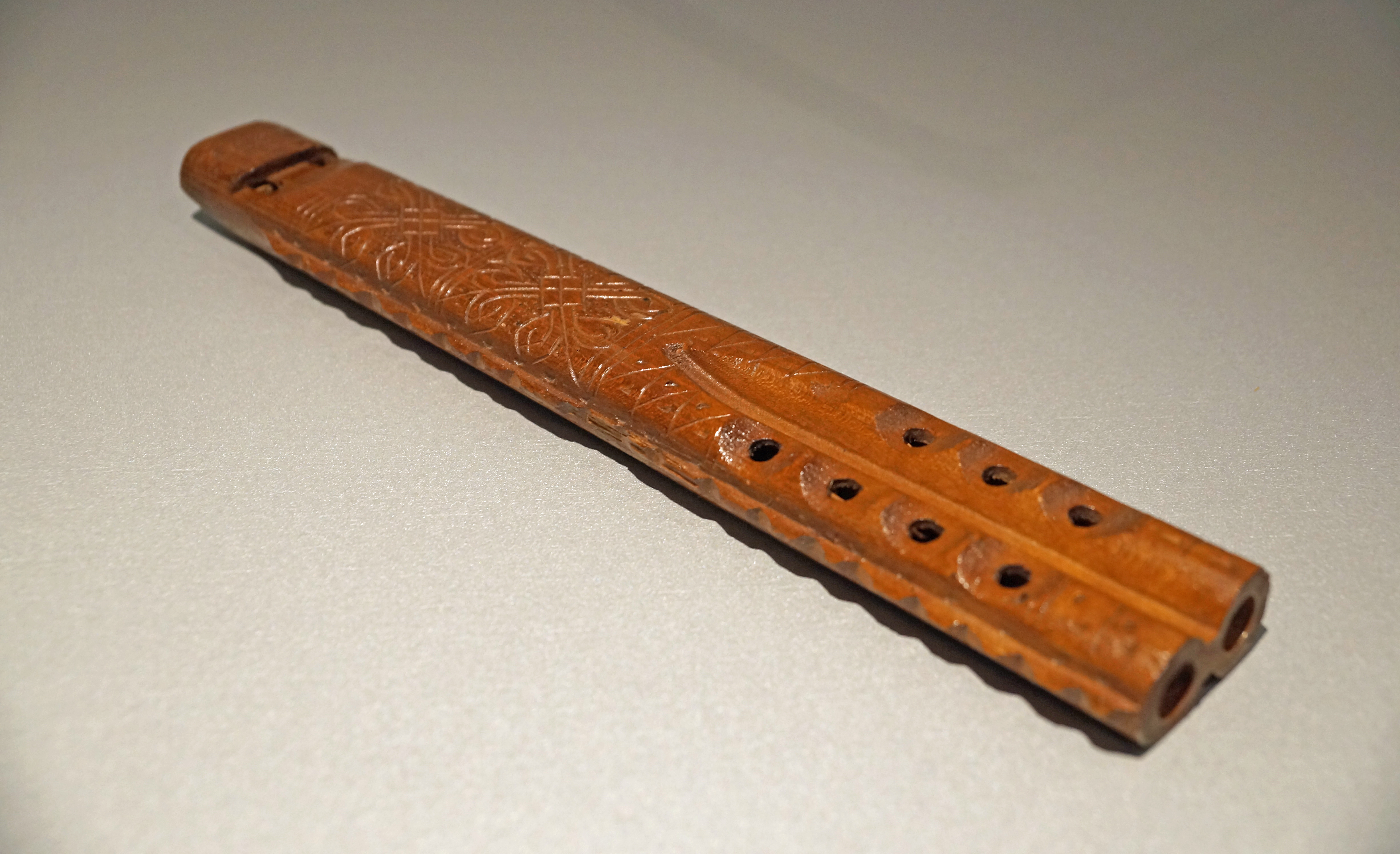
Curle dyjare, Doppelflöte im Südwesten Albaniens

Die Musiker bauen ihre Flöten (alb. fyell, auch kaval) aus Holz, Metall oder Kunststoff. Meist spielen die Flötisten improvisierte Stücke. Die Fyell ist ebenfalls mehrheitlich bei den Gegen anzutreffen. Sie war ein typisches Musikinstrument der Hirten.

#### Surle
Bei der Surle handelt es sich um ein Doppelrohrblattinstrument mit Schallbecher ähnlich der türkischen Zurna, die in der gegischen Musik gespielt wird. Das Holzmaterial darf bei der Herstellung keine Äste aufweisen. Üblich sind Oliven, Kirschen- oder Nussholz. Es gibt sieben Grifflöcher und ein Daumenloch auf der Unterseite.

#### Roga oder Gajde
Die Roga (toskischer Name: Gajde) ist eine in Nordalbanien beheimatete Dudelsackart, die über 11 Töne verfügt.

#### Def oder Dajre
Die Def, eine Rahmentrommel mit Schellenring, ist sowohl bei Gegen als auch bei Tosken verbreitet. Im Norden wird sie Dajre genannt. Sie gehört zu den wenigen Musikinstrumenten, die auch von Frauen gespielt werden. Manche Volkslieder werden einzig mit der Def begleitet. So sind zum Beispiel ein wichtiger Bestandteil bei der Musik zu den „Zweiertänzen“ der Tosken. Dieser in der Region der Myzeqe-Ebene verbreitete Tanz braucht die Dajre für seinen Rhythmus. Eine solche Schlüsselrolle hat die Dajre auch bei den Çamen Südalbaniens und Nordwestgriechenlands. Dieser Valle Çame genannte Tanz ist in Griechenland als Tsamikos bekannt.

#### Lodra

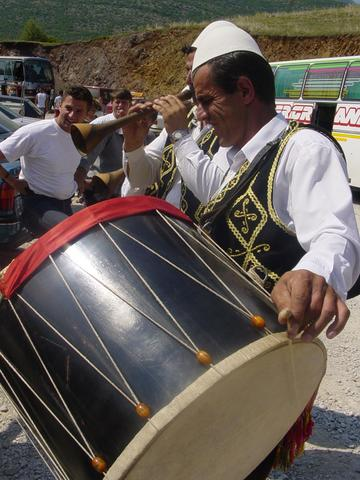
Lodra-Spieler aus Prizren, Kosovo

Die Zylindertrommel Lodra (alb. unbestimmt lodër) ähnelt der türkischen Davul. Die Bedeutung des Wortes kommt vom Verb „lodroj“, was so viel heißt wie „ich tanze“. Dies veranschaulicht die enorme Bedeutung der Lodra für verschiedene Tänze. Die große Trommel kommt bei Gegen häufiger vor. Während des muslimischen Fastenmonats Ramadan erinnern Trommler am frühen Morgen an das letzte Mahl vor dem Sonnenaufgang.
Der Holzzylinder wird auf beiden Seiten mit Tierfell bespannt (Esel, Ziege oder Schaf sind die üblichen). Der krachende Klang der Lodër wird in der Dichtkunst Albaniens oft mit dem Knall des Gewehrs assoziiert.

### Gesang
Der wichtigste charakteristische Unterschied zwischen der Volksmusik der nordalbanischen Gegen und jener der südalbanischen Tosken ist die Gesangsart bei Volksliedern. Bei Ersteren ist die solistische weit verbreitet, während bei Letzteren die Iso-Polyphonie (Mehrstimmigkeit) vorherrscht.

#### Majekrahi
Eine spezielle solistische Gesangsform bei den Gegen ist der „Majekrahi“. Dabei wird eine spezielle Haltung eingenommen: mit einem oder mehreren Fingern wird das Ohr zugedrückt und die Ellenbogenspitze mehr oder weniger nach oben gerichtet. Von dieser Haltung hat das Wort „Majekrahi“ seine Herkunft. „Majekrahi“ bedeutet „Armspitze“. Diese Form des Singens wurde früher, als es keine Kommunikationsmittel gab, zur Nachrichtenübermittlung im Bergland benutzt. Solche Lieder werden nur in Nordalbanien, Teilen Montenegros und des Kosovos gesungen. Heute ist diese Gesangsform deswegen in Vergessenheit geraten und vom Verschwinden bedroht.

#### Iso-Polyphonie
Obwohl der traditionelle mehrstimmige Gesang, die Iso-Polyphonie, hauptsächlich in Südalbanien und Nordwestgriechenland anzutreffen ist, machen von ihm auch gegische Frauen Gebrauch, jedoch mit ihren eigenen Formen. Bei der polyphonen Musik Albaniens werden im Groben drei Gruppen unterschieden. Die größte ist jene der Tosken, die im Gebiet zwischen den Flüssen Shkumbin und Vjosa siedeln. Zu den zweiten zählen die Laben, die südlich der Vjosa bis nach Saranda beheimatet sind. Die Regionen südlich von Saranda sowie diejenigen der Çamen in Nordwestgriechenland (alb. Çamëria, die Region Thesprotia) gehören zur dritten Gruppe. Der mehrstimmige Gesang wird von einer Bordunstimme begleitet, die das Wiederholen oder das Aushalten eines Tones erfordert. Tosken und Çamen singen diesen Ton auf dem Vokal E, während die Laben zwischen E und O variieren. Dieser Gesangsstil steht seit 2005 als Meisterwerk des mündlichen und immateriellen Erbes der Menschheit unter dem Schutz der UNESCO.

## Populäre Musik
Eine albanische zeitgenössische – populäre – Musik oder leichte Unterhaltungsmusik, in Albanien als muzika e lehtë („leichte Musik“) bezeichnet, entstand ab den 1940er Jahren. Vergleichbare Entwicklungen in den Nachbarländern sind narodna muzika („Volksmusik“) in Jugoslawien und den Nachfolgestaaten, elafró in Griechenland und canzone leggera in Italien. Parallel förderte der sozialistische Staat in Albanien die folklor i ri („neue Folklore“), die vorrangig die Staatsführung preisen sollte. Lange fehlten die Möglichkeiten zur Verbreitung populärer Musik. An deren Anfang standen einige Estrada-Sänger wie Rudolf Stambolla, Vaçe Zela und Anita Take. Ende der 1950er Jahre wurden erste Lieder von Radio Tirana aufgezeichnet und ausgestrahlt. 1962 wurde das erste Musikfestival für leichte Musik, damals noch im Radio, ausgestrahlt. Dieses Festival i Këngës wird bis heute jährlich durchgeführt und gilt als der wichtigste Musikanlass für albanische Schlager- und Popmusik.
Als prägende Figur für die Entwicklung der albanischen Musik im Nachkriegsalbanien gilt Çesk Zadeja, der viele andere Musiker prägte, Ende 1950er Jahre die Leitung des neuen Ensembles für Volksmusik und -tanz übernahm, später Oper und Ballett von Tirana leitete und über 100 Werke, darunter auch größere klassische Stücke komponierte.